# Orkiestra Rozrywkowa Polskiego Radia i Telewizji w Łodzi
Orkiestra Rozrywkowa Polskiego Radia i Telewizji w Łodzi (początkowo Orkiestra Łódzkiej Rozgłośni Polskiego Radia) – orkiestra działająca w latach 1950–1991 przy Polskim Radiu Łódź. Występowała w Polsce i za granicą, nagrała 50 płyt i muzykę do ponad 20 filmów. Od 1952 do 1991 kierownikiem artystycznym Orkiestry, jej dyrygentem oraz kompozytorem setek wykonywanych przez nią utworów, był Henryk Debich.
Częstymi gośćmi w studiu Orkiestry byli Zygmunt Gzella, Marek Sart, Ryszard Damrosz, Edward Czerny, Witold Krzemiński, Henryk Czyż, Stefan Rachoń, Miloš Machek, Jerzy Hudeč i Jan Fryda, Vilmoc Koermendi (Węgry), Werner Krumbein (NRD), Marin Hoffmann (NRD), Jurij Silantiew (ZSRR) i Rafael Somavilla (Kuba).

## Historia
W 1949 roku Henryk Debich i Mieczysław Drobner zorganizowali przy Rozgłośni Polskiego Radia w Łodzi zespół wokalno-instrumentalny. Chcieli zorganizować koncert, który przekonałby kierownictwo Polskiego Radia, że łódzka rozgłośnia potrzebuje własnej, stałej orkiestry radiowej. Przygotowaniem 16-osobowego chóru i aranżacjami dla niego zajął się Tadeusz Dobrzyński, a 18-osobową orkiestrą zaopiekował się Henryk Debich.
Pierwszy koncert odbył się w końcu września lub na początku października 1949 roku w hali fabrycznej Zakładów im. J. Strzelczyka. Dyrygentami byli Henryk Debich i Aleksander Tarski.
1 stycznia 1950, po kilku miesiącach działalności, zespół ten stał się etatową Orkiestrą Rozrywkową Łódzkiej Rozgłośni Polskiego Radia. Oficjalnym dyrektorem mianowano Aleksandra Tarskiego.
W 1952 roku, po wyjeździe Aleksandra Tarskiego do Opery Warszawskiej, kierownictwo artystyczne Orkiestry objął Henryk Debich.
1 lipca 1954 na wniosek Towarzystwa Przyjaciół Opery Łódzkiej, uchwałą Prezydium Rady Narodowej utworzono Operę Łódzką (23 sierpnia 1966 zmieniła nazwę na Teatr Wielki w Łodzi). Na jej rzecz oddano radiowy chór, w zamian poszerzając zespół orkiestrowy do 42 osób.
22–24 sierpnia 1967 Orkiestra po raz pierwszy towarzyszyła solistom na Międzynarodowym Festiwalu Piosenki w Sopocie.
13 lipca 1974 jury Festiwalu Piosenki Żołnierskiej w Kołobrzegu nagrodziło Orkiestrę Rozrywkową Polskiego Radia i Telewizji w Łodzi „Złotym Pierścieniem” za osiągnięcia artystyczne. Orkiestra do tamtej pory nagrała 10 tys. utworów, przygotowała 4 tys. koncertów na antenę ogólnopolską, 2 tys. na antenę lokalną, uczestniczyła wielokrotnie w festiwalach w Sopocie, Kołobrzegu i Zielonej Górze.
Orkiestra Rozrywkowa Polskiego Radia i Telewizji w Łodzi znana była również za sprawą telewizyjnego programu rozrywkowego Dobry wieczór, tu Łódź, realizowanego w Teatrze Wielkim w Łodzi.
W 1991 roku Orkiestra została rozwiązana.

## Orkiestra Henryka Łódzkiego
Pierwszą płytą nagraną przez Orkiestrę pod kierunkiem Henryka Debicha, była Orkiestra Henryka Łódzkiego wydana nakładem wytwórni płytowej Muza. Debich nie zgodził się na firmowanie płyty swoim nazwiskiem ani nazwą Rozgłośni Polskiego Radia w Łodzi. 30-minutowy album zawierał walce Straussa, Karla Millöckera i Émile Waldteufela. Został nagrany a vista w ciągu trzech dni i trzech nocy w wynajętej sali filharmonii, bez wcześniej przygotowanych aranżacji.